# パラディラタンの夜は更けて
『パラディラタンの夜は更けて』（パラディラタンのよはふけて）は、池畑慎之介と田代まさしが「慎之介&マーシー」名義で1987年9月21日にリリースしたシングル。

## 解説
田代にとって唯一のソロ・シングル「新島の伝説」に続き、本作のプロデュースを担当した秋元康による作詞、作曲はラッツ&スターの曲を多く手掛けた井上大輔による楽曲。

## 収録曲
- 全作詞：秋元康　作曲：井上大輔　編曲：新川博

1. パラディラタンの夜は更けて 〜Oui Oui Fou Fou〜
2. 再会